# 16766 Righi
16766 Righi este un asteroid din centura principală de asteroizi.

## Descriere
16766 Righi este un asteroid din centura principală de asteroizi. A fost descoperit pe 18 octombrie 1996 la Pianoro de Vittorio Goretti. El prezintă o orbită caracterizată de o semiaxă mare de 2,77 ua, o excentricitate de 0,12 și o înclinație de 9,5° în raport cu ecliptica.